# Petrell de Tahití
El petrell de Tahití (Pseudobulweria rostrata) és un ocell marí de la família dels procel·làrids (Procellariidae) que habita zones tropicals i subtropicals del Pacífic meridional, criant a les illes Marqueses, de la Societat, Fiji, Samoa i Nova Caledònia.